# 2431 Сковорода
2431 Сковорода (2431 Skovoroda) — астероїд головного поясу, відкритий 8 серпня 1978 року.
Тіссеранів параметр щодо Юпітера — 3,333.
Названо на честь Григорія Сковороди — українського просвітителя-гуманіста, філософа, поета, педагога.